# Lepiota
Lepiota és un gènere de bolets dins la família Agaricaceae. Totes les espècies de Lepiota són sapròfits nitròfils que viuen sobre el terra, preferint els sòls calcaris rics. Els seus basidiocarps (cossos fructífers) són agaricoides amb les espores blanquinoses, típicament tenen un anell a la tija. N'hi ha unes 400 espècies, moltes de les quals són verinoses, fins i tot letals, però també n'hi ha de comestibles, tot i que es recomana que no es mengin pel perill evident de confusió.
El nom de "Lepiota" deriva del grec antic λεπις (= "escata") + οὖς (= "espiga").

## Toxicitat
Diverses espècies contenen amatoxina i per això són verinoses mortals, si es consumeixen. Entre les que han provocat morts hi ha la Lepiota brunneoincarnata, la L. brunneolilacea, la L. castanea, la L. helveola i la L. subincarnata (synonym L. josserandii).

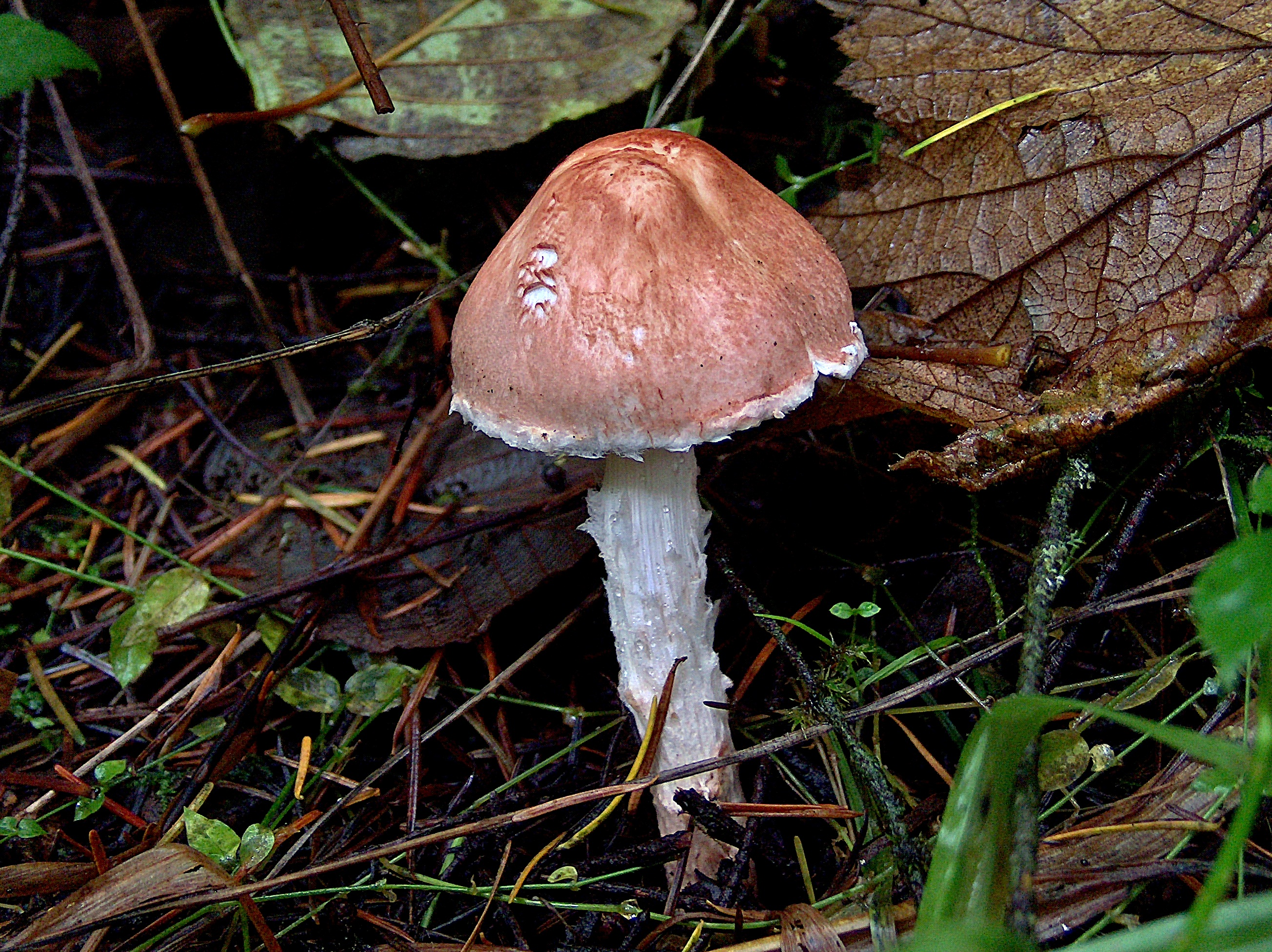
Lepiota subincarnata
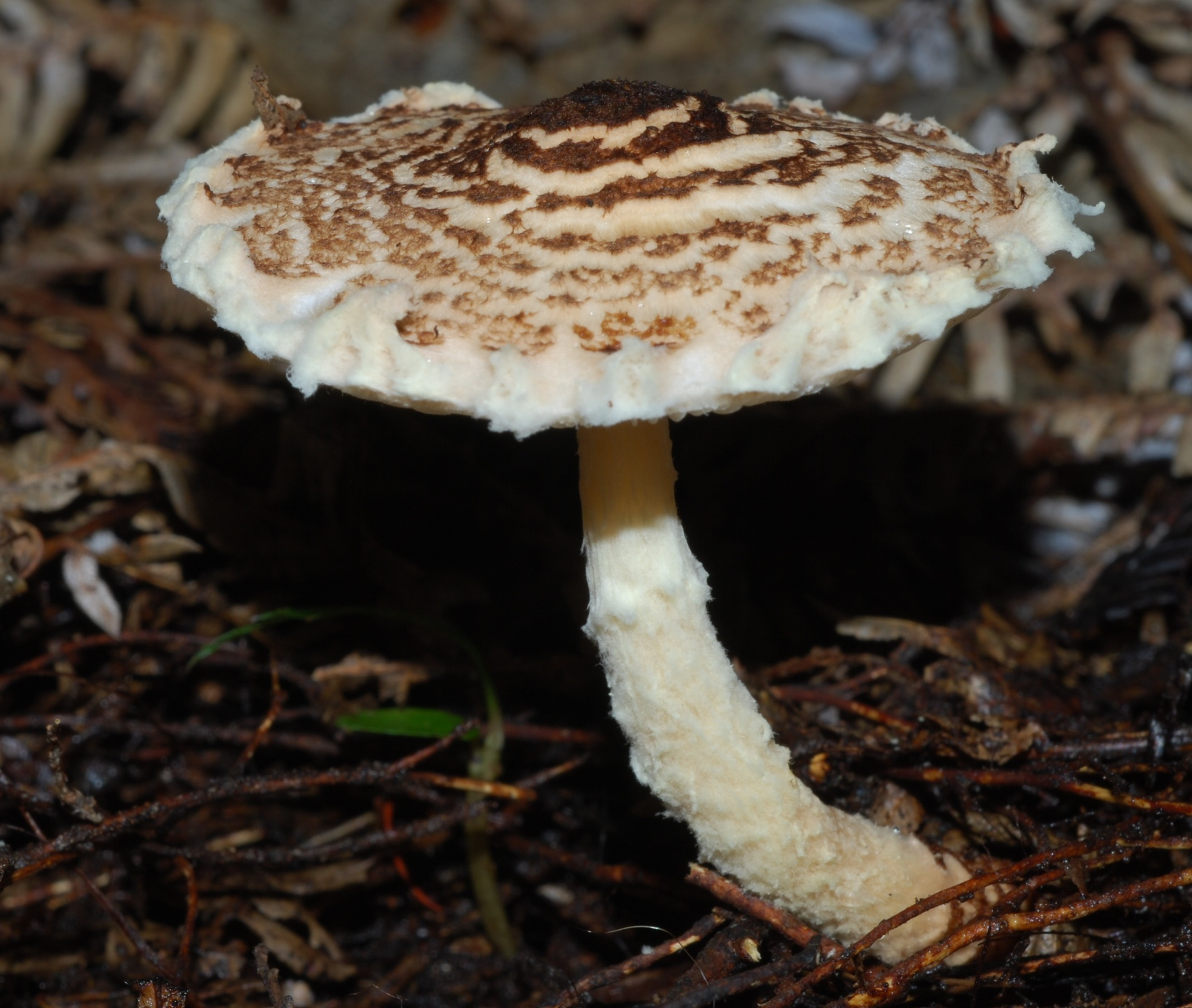
Lepiota magnispora
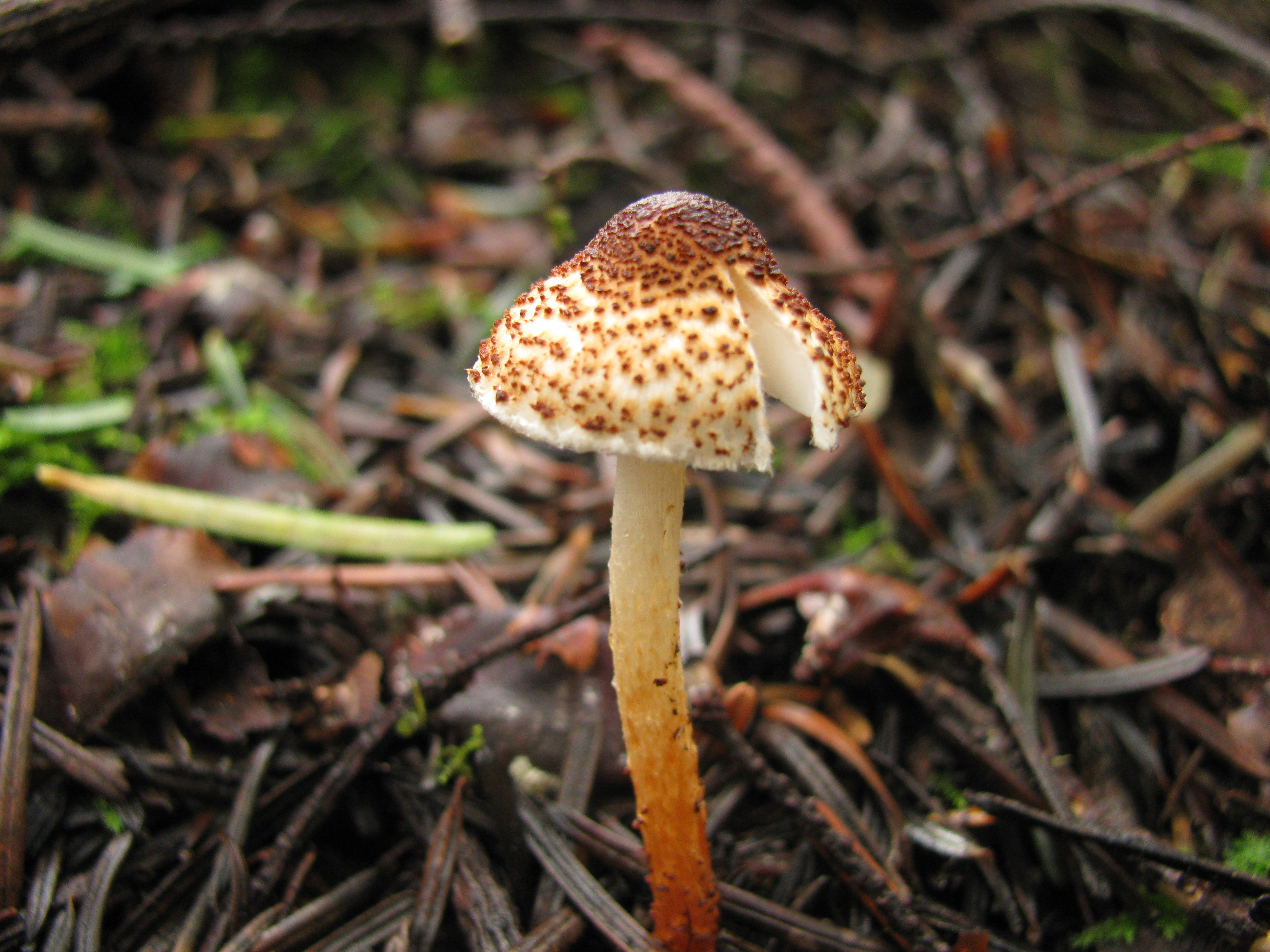
Lepiota castanea
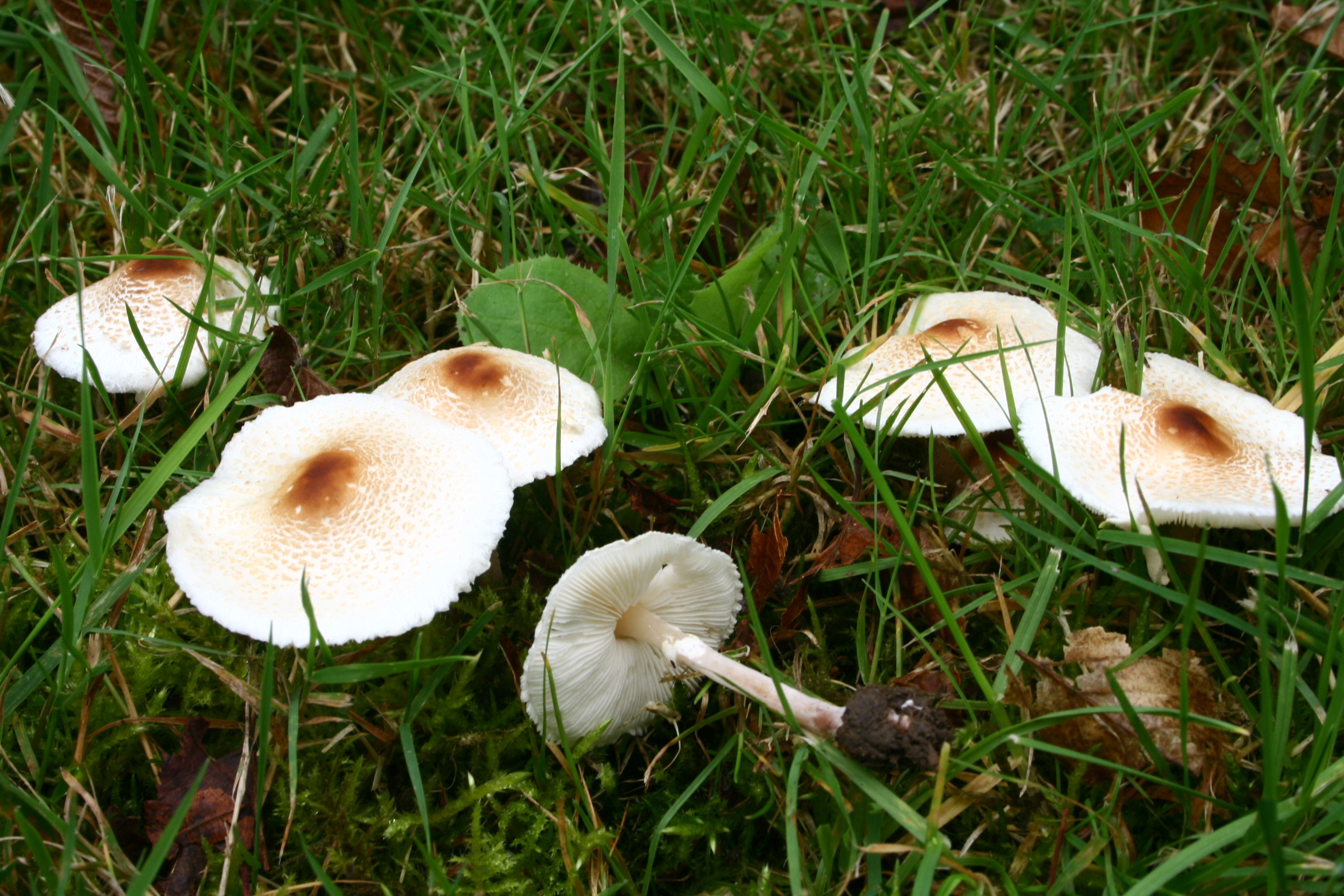
Lepiota cristata
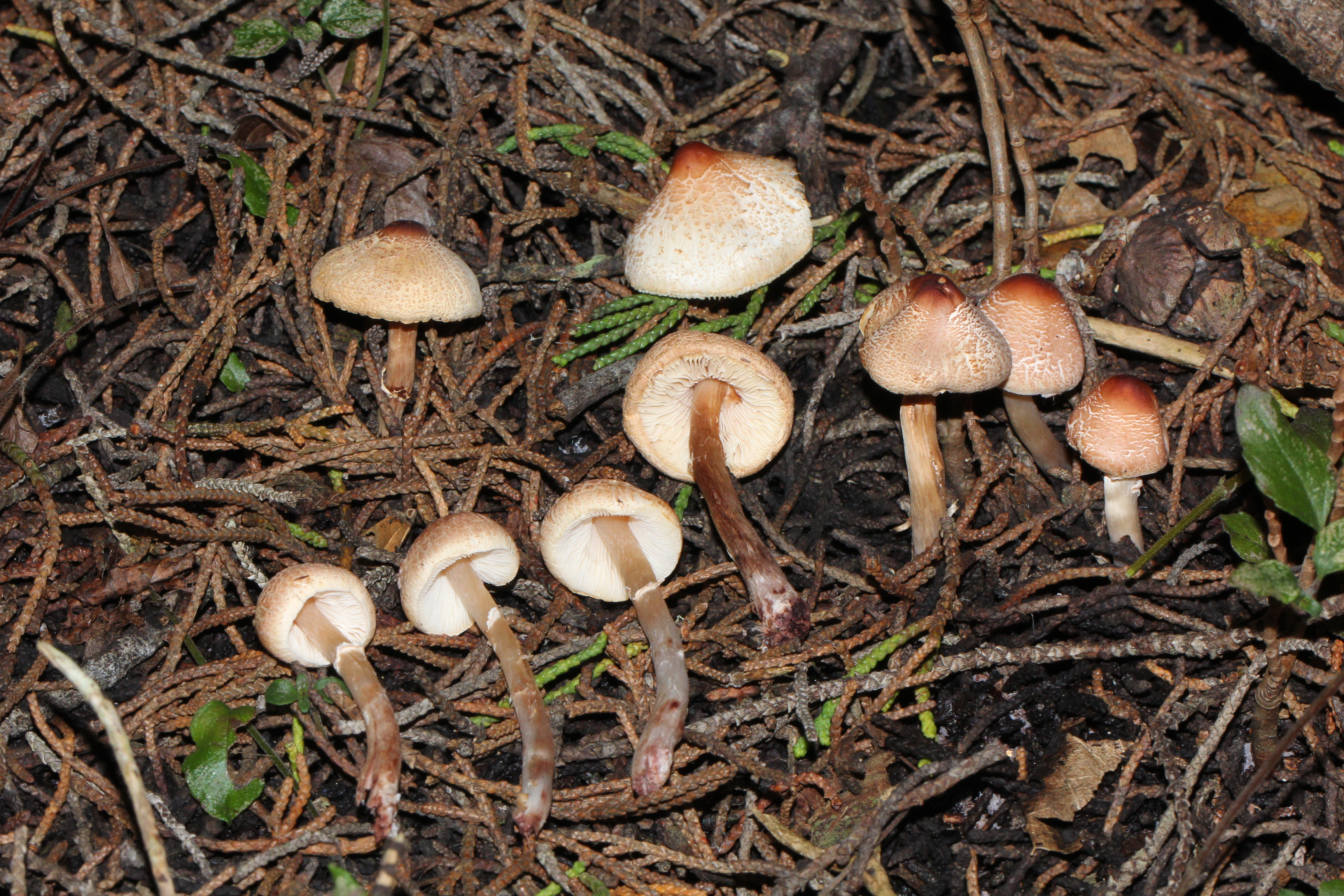
Lepiota castaneidisca
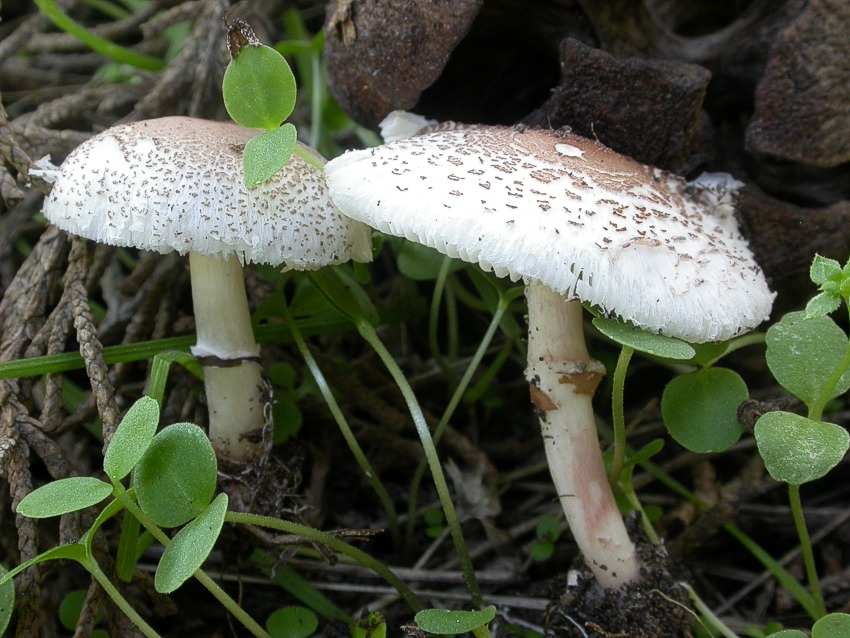
Lepiota lilacea

## Algunes espècies
- Lepiota ananya
- Lepiota anupama
- Lepiota aspera
- Lepiota babruka
- Lepiota babruzalka
- Lepiota brunneoincarnata
- Lepiota castanea
- Lepiota clypeolaria
- Lepiota harithaka
- Lepiota helveola
- Lepiota ignivolvata
- Lepiota nirupama
- Lepiota shveta
- Lepiota spheniscispora
- Lepiota subincarnata (sinònim L. josserandii)
- Lepiota zalkavritha

Espècies actualment classificades en gèneres diferents: 
- Lepiota lutea = Leucocoprinus birnbaumii
- Lepiota molybdites = Chlorophyllum molybdites
- Lepiota naucina = Leucoagaricus leucothites
- Lepiota procera = Macrolepiota procera
- Lepiota rhacodes = Chlorophyllum rhacodes